# Wolfgang Hollegha

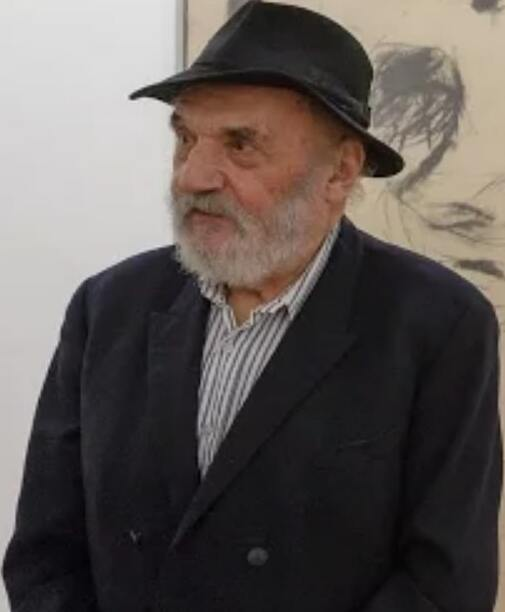
Wolfgang Hollegha, 2015

Wolfgang Hollegha (* 4. März 1929 in Klagenfurt am Wörthersee; † 2. Dezember 2023) war ein österreichischer Maler.

## Biografie
Von 1947 bis 1954 studierte er an der Akademie der bildenden Künste in Wien bei Josef Dobrowsky und Herbert Boeckl. 1956 gründete er mit Josef Mikl, Markus Prachensky und Arnulf Rainer die „Malergruppe St. Stephan“. 1960 wurde er von Clement Greenberg nach New York eingeladen, um dort an einer Gruppenausstellung abstrakter Maler teilzunehmen. 1964 beteiligte er sich an der Documenta 3 in Kassel. Seit 1962 lebte und arbeitete er auf dem Rechberg (Steiermark), wo er ein 14,4 Meter hohes Atelier aus Holz nach seinen Plänen bauen ließ, genau die doppelte Höhe des Ateliers der Akademie. Von 1972 bis 1997 war er Professor und Leiter einer Meisterklasse an der Akademie der bildenden Künste in Wien.

## Werk

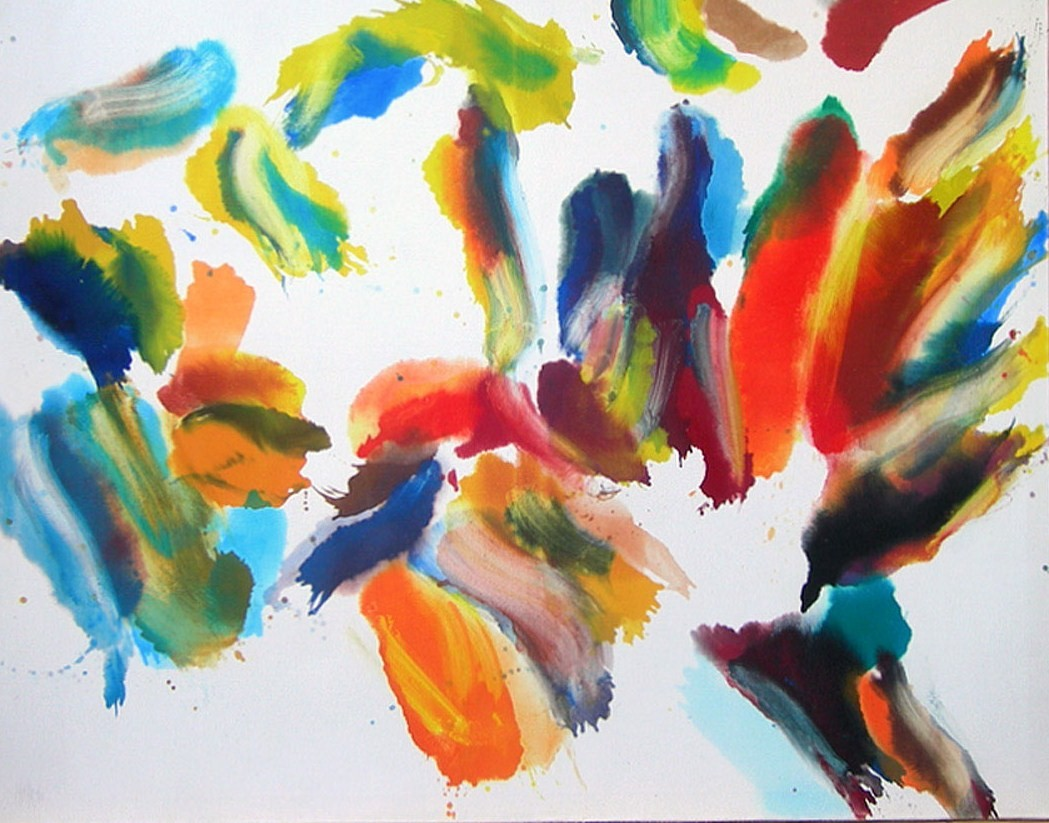
Wolfgang Hollegha, o. T., 2007

Wolfgang Hollegha gilt als einer der bedeutendsten abstrakten Maler Österreichs. Der Reiz seiner Werke wurde anlässlich einer Ausstellung in der Galerie St. Stephan (1959) von einem seiner wichtigsten Förderer, dem Monsignore Otto Mauer, als „mozarteisch“ bezeichnet, „das heißt: erhaben, ohne pontifikal zu sein“. Seine Werke finden sich in vielen Privatsammlungen sowie in Museen in aller Welt (z. B. Albertina, Wien; Museum für Moderne Kunst Stiftung Ludwig, Wien; Museum of Art, Portland, Oregon; Carnegie Museum of Art, Pittsburgh).

„Solange ich die Dinge betrachte, sind sie lebendig. Wenn ich sie nun ganz stur abzeichnen würde, wäre[n] sie plötzlich tot, also schaue ich, dass mein Körper, die Art, die Hand zu bewegen, die Verlagerung der Schwerkraft, die man spürt, dass all das in der Zeichnung erhalten bleibt. Die Spontaneität des Körpers spielt mit. Ich male nicht geometrisch, weil man die Dinge nicht geometrisch sieht. Ich bin immer von der Natur ausgegangen, von dem, was ich sehe. Meine Grundtendenz ist, der Geometrie zu entkommen.“

## Einzelausstellungen
- 1952 Art Club, Wien
- 1959, 1961, 1963, 1969, 1970 Galerie nächst St. Stephan, Wien
- 1960 French & Company, New York
- 1961 Everett Ellin Gallery, Los Angeles
- 1961 Institute of Contemporary Arts, London
- 1964 Galerie der Spiegel, Köln
- 1964 Documenta III, Kassel
- 1966 Galerie 61 (Josefin Nitsch), Klagenfurt
- 1967 Museum des 20. Jahrhunderts, Wien
- 1967 IX. Biennale von São Paulo
- 1970 Galerie Moser, Graz
- 1971 Galerie am Markt, Salzburg
- 1973 Galerie Ariadne, Wien
- 1975 Galerie Ulysses, Wien
- 1976 André Emmerich Gallery, New York
- 1978 Künstlerhaus Salzburg
- 1978 Galerie Ulysses, Wien
- 1981 Akademie der Bildenden Künste Wien
- 1981 Galerie Ulysses, Wien
- 1981 Funkhaus-Galerie des Landesstudio Steiermark, Graz
- 1981 Galerie Droschl, Graz
- 1982 Galerie Carinthia im Stift Ossiach, Klagenfurt
- 1982 Galerie Annsäule, Innsbruck
- 1983 Galerie Academia, Salzburg
- 1985 Galerie Ulysses, Wien
- 1988 Künstlerhaus Graz
- 1988 Kärntner Landesgalerie (MMKK), Klagenfurt
- 1994 Galerie Walker, Hermagor
- 1996 Kunstforum Hallein, Salzburg
- 2000 Galerie Augustin, Innsbruck
- 2004 Galerie Ulysses, Wien
- 2004 Sammlung Essl, Klosterneuburg
- 2007 Museum St. Peter an der Sperr, Wiener Neustadt
- 2007 Galerie Ulysses, Wien
- 2009 Galerie Ulysses, Wien
- 2010 Galerie Welz, Salzburg
- 2012 Galerie Ulysses, Wien
- 2015 Die Natur ist innen, Neue Galerie Graz, Universalmuseum Joanneum, Graz
- 2019 Galerie Welz, Salzburg
- 2019 Museum Liaunig, Neuhaus
- 2019 Strabag Kunstforum, Wien
- 2023 Danubiana Meulensteen Art Museum, Bratislava
- 2024 Galerie Ulysses, Wien
- 2025 Neue Galerie Graz, Universalmuseum Joanneum, Graz

## Auszeichnungen
- 1958: Guggenheim_International_Award für Malerei
- 1961: Carnegie Prize, Pittsburgh
- 1965: Theodor-Körner-Preis
- 1984: Preis der Stadt Wien für Bildende Kunst
- 1986: Würdigungspreis des Landes Steiermark für bildende Kunst[3]
- 1990: Ehrenmedaille der Bundeshauptstadt Wien

## Sammlungen

### Österreich
- Neue Galerie Graz, Universalmuseum Joanneum, Graz
- Albertina, Wien
- Österreichische Galerie Belvedere, Wien
- MUMOK Stiftung Ludwig, Wien
- Gemäldegalerie der Akademie der Bildenden Künste, Wien
- Sammlung Essl – Kunsthaus, Klosterneuburg
- Sammlung Liaunig – Museum, Neuhaus Kärnten
- Lentos, Linz
- Museum der Moderne Rupertinum, Salzburg
- Bank Austria Kunstforum, Wien
- Tiroler Landesmuseum, Innsbruck
- Museum Moderner Kunst Kärnten, Klagenfurt
- Oberösterreichisches Landesmuseum (Sammlung Rombold)
- Museum Angerlehner, Thalheim
- Sammlung Ploner, Wien
- Bank Austria (Uni Credit Group), Wien
- MUSA Museum auf Abruf, Wien
- Österreichische Nationalbank, Sammlung zur Bildenden Kunst: Österreichische Skulptur und Malerei nach 1945, Wien
- Dommuseum, Sammlung Otto Mauer, Wien
- Sammlung Jenö Eisenberger, Wien
- Strabag Kunstforum, Wien
- Altarbild Unternberg, 1979, Pfarrkirche Unternberg, Bildungshaus Salzburg St. Virgil

### International
- Kunstsammlung Museum Bochum
- Deutsche Bank Collection, Frankfurt am Main
- The George Economou Collection, Athen
- Oklahoma City Museum of Art (ehemals Washington Gallery of Modern Art), Oklahoma City
- Portland Art Museum, Portland, Oregon
- Carnegie Museum of Art, Pittsburgh, Pennsylvania
- Davis Museum and Cultural Centre (Wellesley College), Wellesley, Massachusetts